# 조선민주주의인민공화국 원자력공업성
원자력공업성(原子力工業省)은 핵연구와 개발 시설 관리, 재처리 및 핵물질 생산, 핵 관련 대외사업 등의 업무를 담당하는 조선민주주의인민공화국의 중앙 행정기관의 하나이다.

## 연혁
- 1986년 : 원자력위원회를 원자력공업부으로 전환하여 승격
- 과학원 산하 원자력총국으로 전환
- 2013년 4월 11일 : 원자력공업총국을 원자력공업성으로 승격

## 산하 조직 및 기관
- 과학기술국
- 과학지도국
- 훈련국
- 시설국
- 대외사업국
- 방사화학연구소
- 원자력연구소

## 역대 원자력공업상
- 왕창욱 : 2013년 4월 11일 ~